# Apoclima rossicum
Apoclima rossicum là một loài tò vò trong họ Ichneumonidae.